# Georg Nollet
Georg Nollet (* 29. Oktober 1842 in Hannover; † 9. August 1915 ebenda) war ein deutscher Opernsänger (Bariton) und galt als „große Sängerpersönlichkeit“.

## Leben

### Familie
Georg Nollet war der Sohn eines Theaterfriseurs und der Bruder von
- Julius (* 29. März 1861 in Hannover; † 1. Juni 1908 in Berlin),
- Paul (* 13. Mai 1856 in Hannover; † 31. Januar 1899 in Berlin)
- und Emma (verheiratete Johnmeyer; * 27. Juli 1846 in Hannover; † 21. Oktober 1938 in München),

die ebenso wie Georg namhafte Sängerkarrieren durchliefen und an großen Opernhäusern in Deutschland auftraten.

### Werdegang

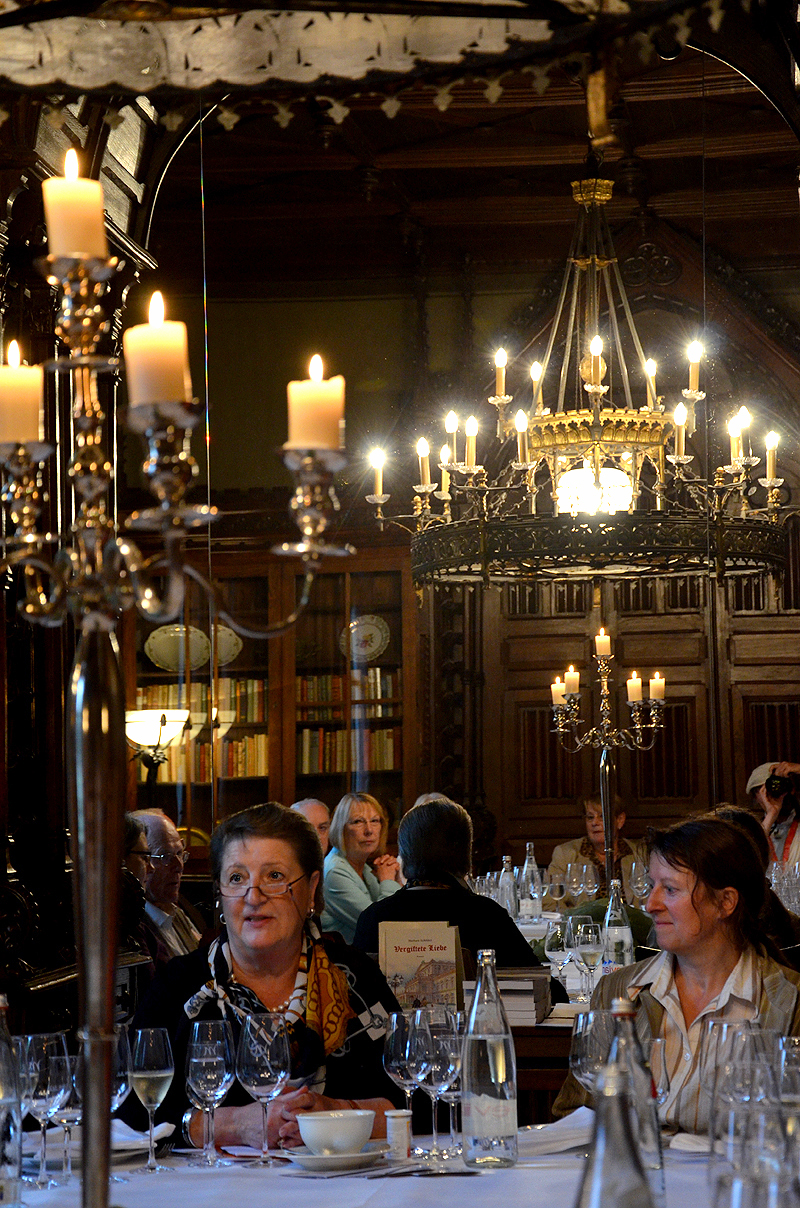
Vom Freundeskreis Hannover organisierte Lesung der Autorin Barbara Schlüter im Salle Nollet

Geboren in der Hauptstadt des Königreichs Hannover, erhielt Georg Nollet Musik- und Gesangsunterricht bei Karl Ludwig Fischer. Nach seinem Debüt in Mainz sang er in den Opernhäusern in Schwerin, Leipzig und Pest. Nach einem Intermezzo am Opernhaus Hannover trat er an der Komischen Oper in Wien auf, im Rahmen einer Tournee mit Etelka Gerster-Gardini auch in Italien.
An der Wiener Hofoper studierte Georg Nollet unter der Leitung von Richard Wagner für dessen Opern Tannhäuser die Rolle des Wolfram ein und für Wagners Lohengrin die Rolle des Telramund.
Nachdem Nollet bereits 1870 dem Hannoverschen Künstlerverein beigetreten war, kehrte er 1876 endgültig nach Hannover zurück und vertrat dort bis 1894 das Fach des Baritonsängers. Als „große Sängerpersönlichkeit“ und „sehr angesehener und beliebter Sänger“ feierte Nollet Erfolge vor allem
- in der Titelrolle des Don Giovanni von Mozart,
- als Holländer in Der fliegende Holländer sowie als Wotan im Ring des Nibelungen von Richard Wagner,
- als Figaro in Der Barbier von Sevilla von Gioachino Rossini,
- als Sklave Nelusco in L’Africaine von Giacomo Meyerbeer,
- in der Titelrolle des Hans Heiling von Heinrich Marschner.[1]

Königin Marie von Hannover soll dem Baritonsänger das nach ihm benannte Nolletzimmer in einem Gebäude an der Ecke der hannoverschen Langensalzastraße eingerichtet haben. Das Zimmer gegenüber dem Neuen Rathaus von Hannover wird von dem heutigen Hotel Mercure insbesondere für Festlichkeiten genutzt.
Georg Nollets Karriere endete auf Grund eines Nervenleidens.